# Kongregacja ds. Rezydencji Biskupów
Święta Kongregacja do spraw Rezydencji Biskupów – dawna kongregacja Kurii Rzymskiej istniejąca w latach 1635–1908. Jej zadaniem było pilnowanie i egzekwowanie obowiązku rezydencji biskupów, tj. przebywania przez nich w ich diecezjach zamiast na dworach monarszych czy w Rzymie.
Kongregacja ta została utworzona w 1635 w rezultacie tzw. kryzysu Borji. Na konsystorzu 8 marca 1632 kardynał Gaspar de Borja y Velasco, ambasador Hiszpanii w Rzymie, ostro zaatakował politykę zagraniczną papieża Urbana VIII. Urażony papież odrzucił jego protest i od tamtego momentu zaczął dążyć do odwołania kardynała z funkcji ambasadora i próbował zmusić go do wyjazdu z Rzymu. Ponieważ rząd hiszpański opierał się żądaniom papieża, Urban VIII postanowił pozbyć się nielubianego dyplomaty wykorzystując fakt, że był on jednocześnie arcybiskupem Sewilli. 12 grudnia 1634 wydał bullę Sancta Synodus (zwaną bolla borgiana), w której przypomniał wszystkim biskupom o uchwalonym przez Sobór Trydencki obowiązku rezydencji w swoich diecezjach, od którego może zwolnić jedynie dyspensa papieska. Kilka miesięcy później utworzył kongregację kardynalską, której obowiązkiem było właśnie egzekwowanie tego wymogu, mimo że już wcześniej należało to do kompetencji Kongregacji ds. Soboru Trydenckiego. Choć za krokiem tym stały doraźne motywy, kongregacja ta przetrwała aż do 1908, gdy jej kompetencje przejęła Święta Kongregacja Konsystorialna.
W skład Kongregacji wchodziło kilku kardynałów oraz prałat będący jej sekretarzem. Na jej czele stał zazwyczaj kardynał prefekt, choć stanowisko to niekiedy przez dłuższy okres bywało nieobsadzone. Od 1737 urząd prefekta był połączony faktyczną unią personalną z urzędem kardynała wikariusza generalnego diecezji rzymskiej, co oficjalnie zatwierdził papież Benedykt XIV w 1746, który jednocześnie zarządził, że sekretarzem tej Kongregacji ma być każdorazowy sekretarz Kongregacji ds. Soboru Trydenckiego.

## Lista prefektów Kongregacji
- Antonio Marcello Barberini (1635–1646)
- Marzio Ginetti (1646?–1671)
- Francesco Maria Brancaccio (1671–1675)
- wakat
- Gasparo Carpegna (1708?–1714)
- wakat
- Curzio Origo (1734–1737)
- Giovanni Antonio Guadagni (1737–1759)
- Antonio Maria Erba Odescalchi (1759–1762)
- Marco Antonio Colonna (1762–1793)
- Andrea Corsini (1793–1795)
- Giulio Maria della Somaglia (1795–1818)
- Lorenzo Litta (1818–1820)
- Annibale della Genga (1820–1823)
- Giacinto Placido Zurla (1824–1834)
- Carlo Odescalchi (1834-1838)
- Giuseppe della Porta Rodiani (1838-1841)
- Costantino Patrizi Naro (1841-1876)
- Raffaele Monaco La Valletta (1876-1884)
- Lucido Maria Parocchi (1884-1899)
- Domenico Maria Jacobini (1899-1900)
- Pietro Respighi (1900-1908)